# John E. Heymer
John Edward Heymer (Bow, East London; 15 de enero de 1934—Gwent, Gales; 14 de junio de 2011) fue un oficial de policía británico y autor que escribió extensamente sobre la combustión humana espontánea (SHC).

## Biografía
Heymer nació en Bow, East London, el 15 de enero de 1934 y se mudó a Gales del Sur a la edad de 16 años para convertirse en un minero de carbón. Regresó a Londres dos años más tarde para formar parte del Servicio Nacional y pasó tres años en los Royal Fusiliers. Luego regresó a trabajar como minero, pero se fue después de ser herido durante una caída del techo. Se unió a la Policía de Monmouthshire y pasó algunos años como agente de policía en patrulla, seguido de algunos años en el departamento de fotografía en la sede de la policía en Croesyceiliog. Luego se convirtió en Oficial de Escenas de Delitos y Oficial de Prevención de Delitos.
Heymer se describe a sí mismo como un autodidacta, con una pasión de por vida por el conocimiento, y ha escrito que no teme perseguir esto en áreas donde otras personas pueden temer el ridículo o el desprecio.
Se convirtió gradualmente en una creencia en SHC, principalmente como resultado de su asistencia como oficial de crimen en la aparente muerte por SHC de un anciano en Ebbw Valle en 1980 (Henry Thomas).
Heymer no cree que la combustión humana espontánea (SHC) es un fenómeno sobrenatural, sino un fenómeno natural raro que aún no se ha examinado suficientemente (principalmente debido a la dificultad presentada por los resultados de combustión humana espontánea).
Ha publicado artículos sobre SHC en New Scientist y Fortean Times, y ha aparecido en los programas de televisión de la BBC Newsnight y QED ("The Burning Question").
En 1996, publicó un libro titulado The Entrancing Flame, que trataba de su experiencia personal al tratar con los resultados de SHC e intentó analizar el fenómeno.